# Agulhinha Prata
O Agulhinha Prata, Dermogenys pusilla, também conhecido por Meio-Beque Malaio é um membro da família (Hemiramphidae) encontrado nas águas doce e salobra de rios e regiões costeiras no Sudeste Asiático , em Singapura, Tailândia, Indonésia, Malásia, Bornéu e Sumatra. É um peixe pequeno, esbelto , ovivivíparo, com a mandíbula alongada característica da família. A cor do espécime varia, dependendo de onde a espécie é encontrada.
Agulhinhas Prata são peixes que se alimentam na superfície e comem uma variedade de pequenos invertebrados incluindo crustáceos e larvas de inseto, mais especificamente larvas de mosquito e insetos voadores que tenham caído na superfície da água. Assim como todas as Agulhas, a mandíbula superior ascende enquanto o peixe abre a boca. Agulhinhas Prata são Ovovivíparos, as fêmeas costumam parir cerca de 20 filhotes após o período de gestação ,que dura um mês . 
As Agulhinhas Prata possuem dimorfismo sexual. As fêmeas são maiores que os machos e chegam a cerca de 7 cm (2.8 polegadas) de comprimento; machos apenas chegam aos 5.5 cm (2.2 polegadas) e tipicamente tem manchas vermelhas ou amarelas na nadadeira dorsal e no queixo. Os machos das Agulhinhas Prata costumam lutar entre si com suas mandíbulas "trancadas", por cerca de 30 minutos.